# Agnieszka Frąckowiak-Adamska
Agnieszka Maria Frąckowiak-Adamska – polska prawnik, doktor habilitowana nauk prawnych, nauczyciel akademicki Uniwersytetu Wrocławskiego, specjalistka w zakresie prawa europejskiego.

## Życiorys
W 2001 ukończyła studia prawnicze na Wydziale Prawa, Administracji i Ekonomii Uniwersytetu Wrocławskiego, gdzie w 2007 na podstawie napisanej pod kierunkiem Krzysztofa Wójtowicza rozprawy pt. Zasada proporcjonalności jako gwarancja swobód Jednolitego Rynku Wewnętrznego otrzymała stopień naukowy doktora nauk prawnych w zakresie prawa, specjalność: prawo europejskie. Tam też na podstawie monografii pt. Uznawanie i wykonywanie orzeczeń w sprawach cywilnych w Unii Europejskiej. Ujęcie systemowe oraz dorobku naukowego uzyskała w 2018 stopień doktora habilitowanego nauk prawnych w zakresie prawa.
Została adiunktem Uniwersytetu Wrocławskiego na Wydziale Prawa, Administracji i Ekonomii w Katedrze Prawa Międzynarodowego i Europejskiego.